# جون نوبل ويلفورد
جون نوبل ويلفورد (بالإنجليزية: John Noble Wilford)‏ هو كاتب وصحفي أمريكي، ولد في 4 أكتوبر 1933 في موراي في الولايات المتحدة.

## وصلات خارجية
- جون نوبل ويلفورد على موقع أرشيف الشارخ.